# Pul biber

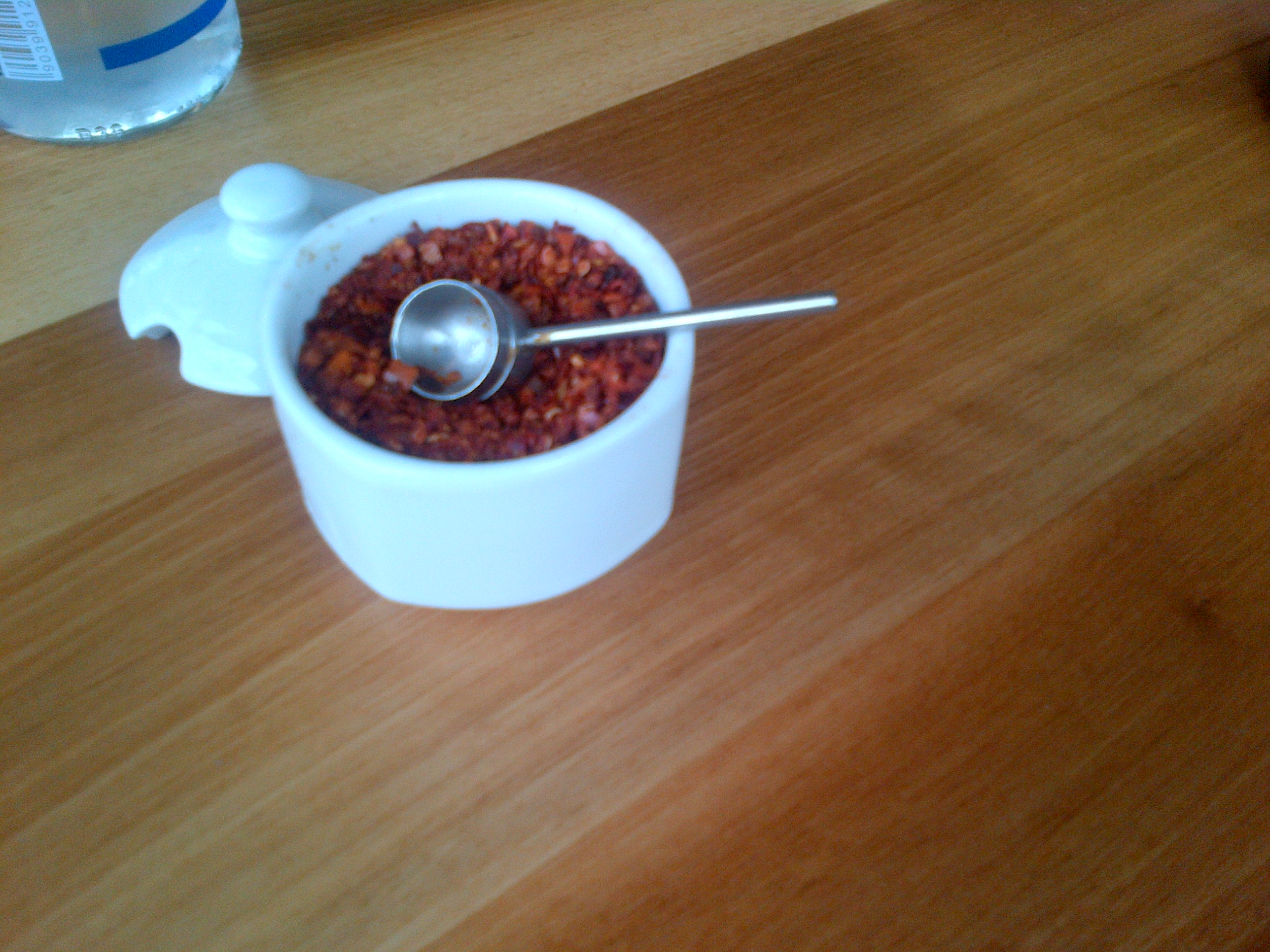
Pul biber en un restaurant turc.

El Pul biber (turc - "Pul" és escata i "biber" és pebrot) és un pebrot vermell molt de manera que els fragments semblen escates. El pebrot emprat és una varietat del Capsicum annuum, conegut com a "pebrot d'Alep", però també es fa a partir del pebrot anomenat "isot" en algunes zones de Turquia. La majoria dels pebrots isot que es troben al mercat en aquest país procedeixen de Şanlıurfa. Aquest condiment es fa servir bastant com a condiment a la cuina turca (es troba amb facilitat als restaurants sobre les taules). Posseeix un moderat nivell de picant i fins i tot es pot distingir el seu sabor afruitat al fons.